# Symeon (syn Kleofasa)
Symeon – zaliczany do grona Siedemdziesięciu dwóch wysłanników Jezusa Chrystusa, święty Kościoła katolickiego i prawosławnego.
Symeon miał  być synem Kleofasa, czyli prawdopodobnie kuzynem Jezusa, przez 30 lat przewodził Kościołowi wczesnochrześcijańskiemu w Jerozolimie. Umrzeć miał w wieku blisko 120 lat śmiercią męczeńską.
W ikonografii przedstawiany jest w szatach biskupich, błogosławiąc prawą dłonią w lewej trzyma Ewangelię.
Wspomnienie liturgiczne przypada na 27 kwietnia, a w grupie apostołów 4/17 stycznia.